# Liste der Monuments historiques in Cergy
Die Liste der Monuments historiques in Cergy führt die Monuments historiques in der französischen Gemeinde Cergy auf.

## Liste der Bauwerke
| Bezeichnung                       | Beschreibung | Standort                 | Kennzeichnung | Schutzstatus | Datum | Bild           |
| --------------------------------- | ------------ | ------------------------ | ------------- | ------------ | ----- | -------------- |
| Kirche St-Christophe              |              | Place de l’Église (Lage) | PA00080012    | Classé       | 1913  | weitere Bilder |
| Ehemalige Kirche Saint-Christophe |              | Place de l’Église (Lage) | PA00080013    | Classé       | 1947  |                |
| Pierre du Fouret                  |              | Gency (Lage)             | PA00080014    | Classé       | 1889  | weitere Bilder |
| Priorat                           |              | (Lage)                   | PA00080015    | Inscrit      | 1926  | weitere Bilder |

## Liste der Objekte

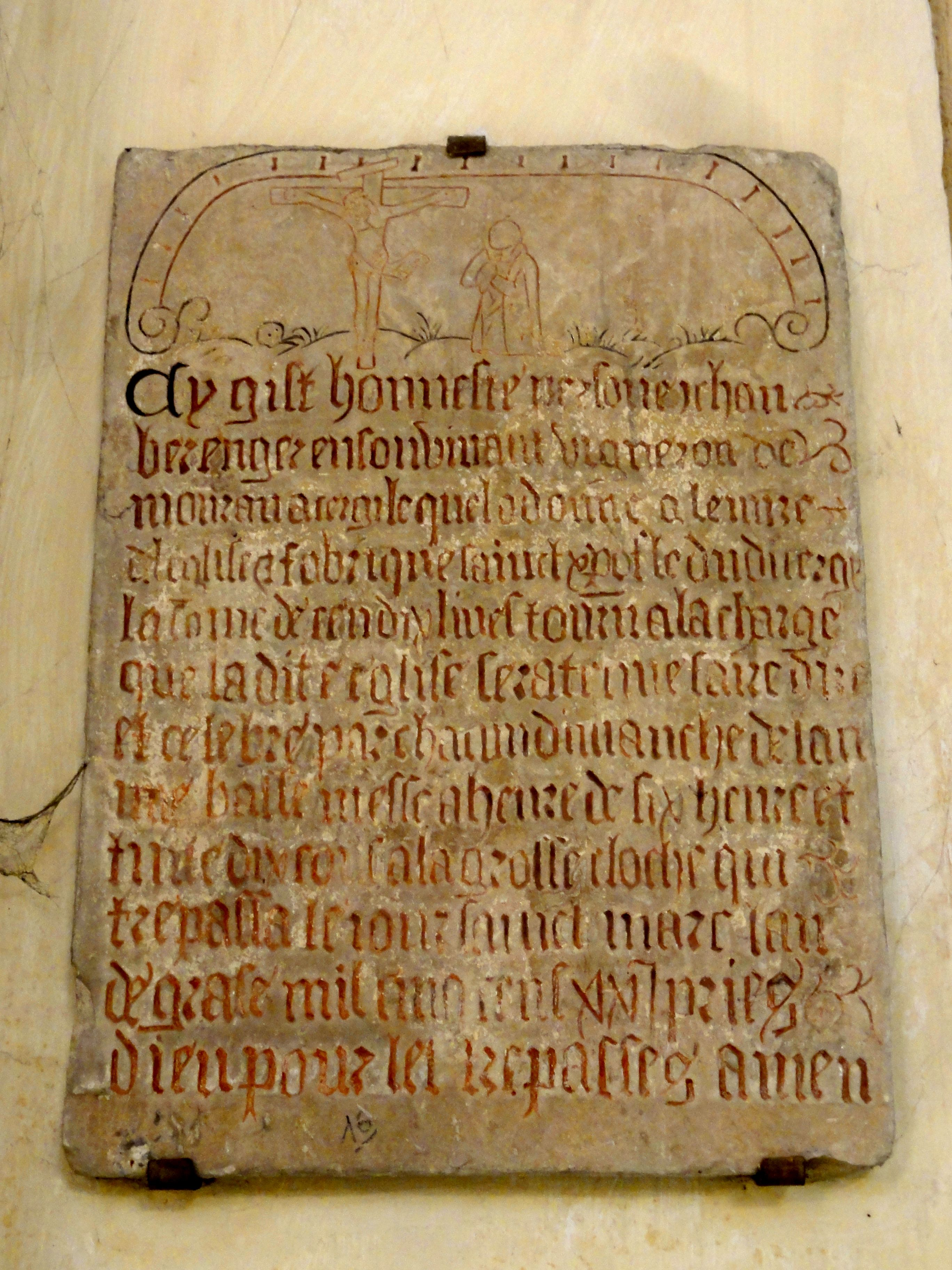
Grabplatte in der Kirche St-Christophe (16. Jahrhundert)

- Monuments historiques (Objekte) in Cergy in der Base Palissy des französischen Kultusministeriums